# Grønlig engsvirreflue
Grønlig engsvirreflue (Chrysogaster virescens) er en europæisk svirreflueart, som først blev beskrevet af Friedrich Hermann Loew 1854. Fluen indgår i slægten Chrysogaster (sammen med den gulvingede og den sortvingede engsvirreflue, mens andre engsvirrefluer er i slægten Melanogaster), der igen indgår i familien Syrphidae (svirrefluer).
Artens udbredelsesområde er Tyskland., men den kan også forplante sig i tilgrænsende områder, herunder Sverige. Ingen underarter nævnes i Catalogue of Life.

## Eksterne links
- Wikimedia Commons har flere filer relateret til Grønlig engsvirreflue